# William Muir
William Muir, född 27 april 1827, död 11 juli 1905, var en skotsk orientalist. Han var bror till John Muir.
Muir innehade 1837-76 olika befattningar i den indiska förvaltningen, varunder han bland annat genomförde upprättandet av Muir's College i Allahabad, och blev därefter medlem av Council of India i London. Han var 1885-1903 kansler för Edinburghs universitet. Muir adlades 1867. Bland hans vetenskapliga arbeten märks The life of Mahomet (4 band, 1858-61) och The califate, its rise, deciline and fall (5:e upplagan 1924).